# Czarcia Szczerbina
Czarcia Szczerbina (słow. Čertova štrbina) – położona na wysokości 2341 m przełączka w słowackich Tatrach Wysokich w Grani Baszt oddzielającej Dolinę Młynicką od Doliny Mięguszowieckiej. Znajduje się w tej grani pomiędzy Piekielnikową Turnią (2370 m) a Czarcim Rogiem (2350 m). Na stronę Doliny Młynickiej opada z niej żlebek, który około 50 m poniżej grani łączy się ze żlebkiem Piekielnikowej Przełączki. Zaraz ponad miejscem ich połączenia w żlebku z Czarciej Szczerbiny jest zaklinowana duża skała. Na odcinku około 50 m poniżej miejsca połączenia żlebek jest bardzo płytki, niżej pogłębia się, przecina środkową część zbocza i uchodzi do żlebu o rudoczerwonawej barwie.
Diabelskie, czarcie i piekielne nazewnictwo w Grani Baszt związane jest z legendami o ukrytych w Szatanim Żlebie cennych kruszcach. Powtarzające się zjawisko spadania pojedynczych kamieni, związane ze znaczną kruchością skał, przypisywane było siłom nieczystym, zrzucającym głazy na poszukiwaczy diabelskich skarbów.

## Taternictwo
- latem: Günter Oskar Dyhrenfurth i Hermann Rumpelt, 13 czerwca 1907 r.,
- zimą: Alfréd Grósz i Zoltán Neupauer, 8 lutego 1914 r.[5]

Drogi wspinaczkowe
1. Granią z Diablej na Szatanią Przełęcz; 0+, I lub III w skali tatrzańskiej (w zależności od wariantu), czas przejścia 20–45 min
2. Z Doliny Młynickiej, od zachodu; I, 45 min[6].

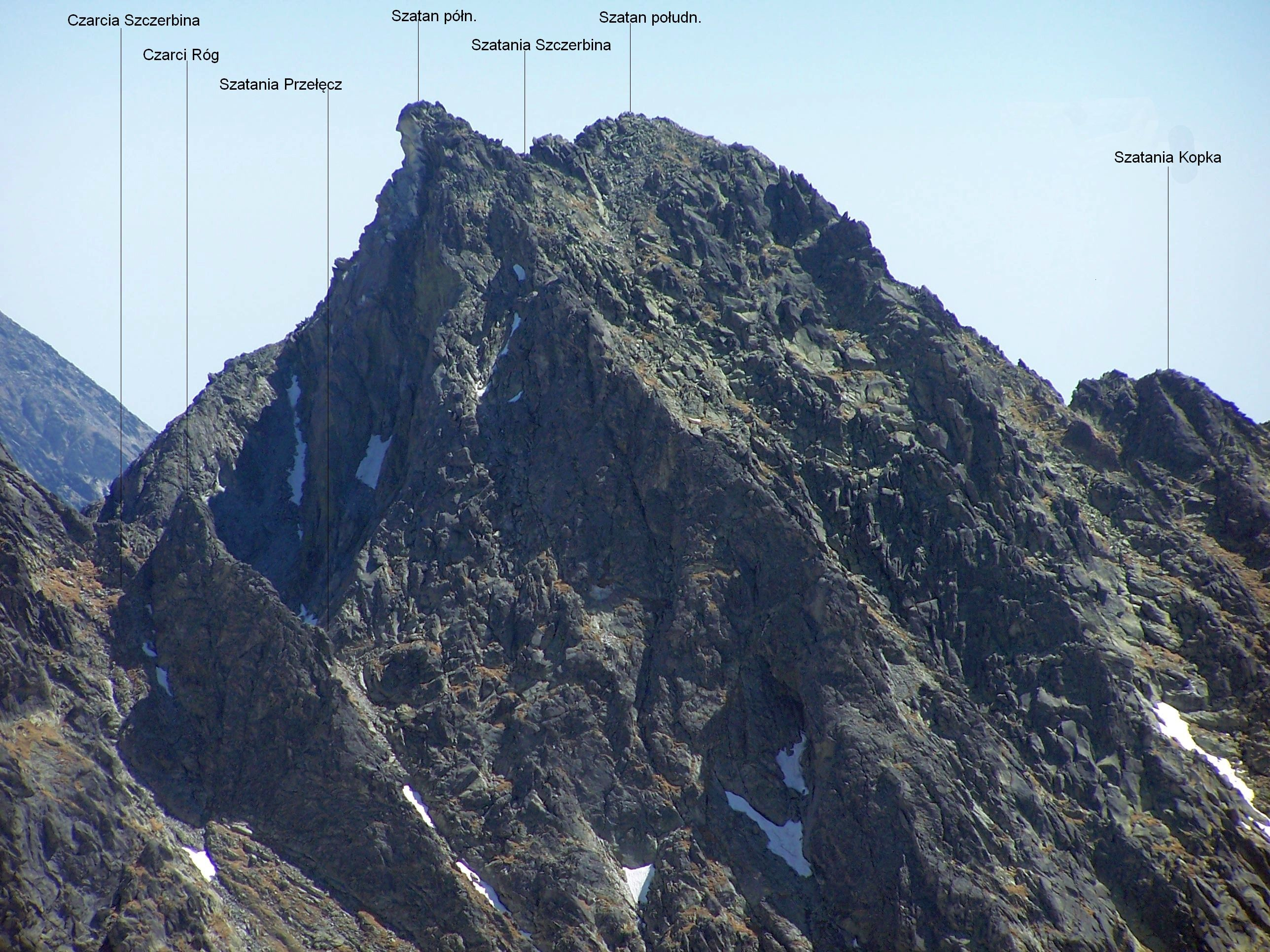
Widok z Doliny Młynickiej